# Alloteuthis media
Alloteuthis media, el calamar de mida mitjana o petit calamar, és una espècie de calamar de la família Loliginidae de l’Atlàntic oriental i del mar Mediterrani. Generalment és una espècie de captures accessòries a les pesqueries d’arrossegament, tot i que hi ha una pesquera activa a la Mediterrània occidental.

## Descripció
Alloteuthis media és difícil de distingir de Alloteuthis subulata. Els braços i els tentacles de A.media són proporcionalment esvelts en comparació amb A. subulata, però les dues espècies estan millor separades per la vora lateral del mantell, que en A. media s'estén a una cua curta i puntera de fins a 10 mm de longitud en adults.. Creix fins a una longitud total del cos de 200 mm de llarg, amb una longitud màxima del mantell de 120 mm i les femelles més grans que els mascles, amb la longitud de les aletes en forma de cor, inclosa la cua, és inferior a la meitat de la longitud del mantell. La forma senten de les aletes es produeix per la seva anterior convexa extrems i després els seus estrenyiment vores posteriors que es converteixen en part de la cua en punta  El club de tentacular és àmplia i el diàmetre de la major de les ventoses al club és 9-14 % de l'amplada del cap. Les parelles de ventoses al centre del pal s'uneixen gairebé en angle recte a l'eix del pal. En els mascles, l' hectocotylus es troba al braç ventral esquerre, que normalment té 11 ventoses normals en una fila ventral (més o menys 1), amb papil·les cap a la punta. La maduresa sexual s'assoleix en les femelles quan aconsegueixen uns 95 mm de longitud i 55 mm en els mascles.

## Distribució
Alloteuthis media es troba a l'Oceà Atlàntic Nord i al mar Mediterrani, segons els informes, té un límit sud al cap Blanc,  al voltant de 20 ° N, i un nord a 60 ° N a l'Atlàntic oriental. És rar al mar del Nord amb registres del mar d'Irlanda i del Canal de la Mànega a finals del segle xix i principis del segle xx. Més recentment no s'ha registrat al nord de la península Ibèrica. Al mar Mediterrani està molt estesa i la seva distribució inclou el mar de Màrmara .

## Alimentació
- Cargols, Cloïsses I Pops Tall Mollusca.
- Pops, Calamars I Parents Classe Cephalopoda.
- Pops, Calamars I Parents Subclasse Coleoidea.
- Calamars Superorden decapodiforme.
- Ordre Myopsida.
- Calamars Llapis Família loligínid.

## Biologia
Alloteuthis media es troba sobre substrats sorrencs i fangosos i prefereix aigües entre 0 i 200 m de profunditat a les zones costaneres i a la plataforma continental, tot i que s'ha registrat una profunditat màxima de 500 m. Emprèn migracions estacionals entre aigües costaneres i costaneres, similars a altres espècies nerítiques de calamars. La posta és contínua a la Mediterrània occidental, però es poden distingir els pics d’adults madurs, a principis de febrer, quan es poden trobar individus grans a 150-200 metres de profunditat i aquests comencen a passar a poca profunditat per generar sobre substrats sorrencs al març i abril, les postes es produeixen de manera menor entre els llits de posidòniaherba de mar. El darrer grup de posta, està format per individus més petits que el grup anterior i migren cap a terra durant els mesos de juny i juliol i generen més tard a l'any. Depenent de la temperatura de l'aigua, els calamars tornen a aigües més profundes a finals de tardor. Al nord del mar Tirrenotambé hi ha dos cims d'activitat de posta, el primer al maig i el posterior al setembre. La maduresa sexual s'aconsegueix en diversos rangs de mida, tal com es veu en altres cefalòpodes mediterranis, amb les poblacions orientals que maduren a longituds de mantell més petites que les occidentals. Al Mediterrani oriental les femelles madures més petites tenen una longitud de mantell de 37 mm, els mascles madurs més petits tenen una de 32 mm mentre que a la part occidental d’aquest mar les femelles madures més petites tenen una longitud del mantell de 80 mm, mentre que la de les femelles madures més petites mesura 50 mm Les femelles de la conca oriental ponen més ous que les de l’oest i els ous que ponen són més grans, cosa que suggereix que aquesta espècie té una productivitat reproductiva més alta al Mediterrani oriental en comparació amb l’oest. Els espermatòfors del masclevarien entre 2,3 i 3,4 mm de longitud i cada mascle no porta més de 170 espermatòfors. Les femelles ponen els ous diversos lots i es mantenen en càpsules curtes i gelatinoses, similars a les càpsules de Loligo vulgaris, però menys robustes i transparents que opacs. Els grups d'ous, que contenen fins a 1400 ous,  s'adhereixen a objectes durs del fons marí com closques, coralls i pedres). Alloteuthis media és un depredador que utilitza crustacis, mol·luscs i peixos petits com a presa. S'estima que el seu cicle de vida és d’un any aproximadament per als homes i de divuit mesos per a les dones.

## Taxonomia
Anàlisis moleculars recents suggereixen que Alloteuthis media i A. subulata poden ser específics i que són els extrems d’un gradient morfològic. En aquest cas, el nom de els mitjans de comunicació Alloteuthis aplicades per Carl von Linné en el seu Systema Naturae en 1758 tindria prioritat sobre Jean Baptiste Lamarck 's A. subulata que data de 1798. No obstant això, altres anàlisis suggereixen que es tracta, de fet, de dues espècies germanes que es poden separar de manera fiable per la mida de les ventoses centrals del club tentacular i que, de fet, hi ha una divergència genètica entre les poblacions atlàntiques i mediterrànies de A. media .

## Pesca
Alloteuthis media sol ser una captura accessòria en la pesca d’arrossegament per a altres espècies, però es comercialitza a la major part del Mediterrani amb altres espècies d'Alloteuthis. A la Mediterrània occidental es pesca activament en una pesca d’arrossegament i a l’hivern es captura a profunditats de 150 a 200 m i entre 50 i 150 m a la primavera, estiu i tardor. La seva abundància estacional varia molt, però hi ha poques variacions anuals. L'interès comercial d’aquesta espècie varia segons la ubicació i la captura es comercialitza tant en forma fresca com congelada.